# Allosterisk regulering
Indenfor biokemien betegner allosterisk regulering kontrol af enzymer eller proteiners aktivitet ved binding af stoffer eller proteiner til et andet område af proteinet end dets aktive site; dette andet område kaldes et allosterisk site, og allosteriske proteiner kan have et eller flere allosteriske sites.
Allosterisk regulation af enzymer er centralt indenfor regulering af cellers metabolisme, og allosteri har også en vigtig effekt på blods evne til at binde og frigive oxygen og carbondioxid effektivt.
I farmakologi er en allosterisk modulator (allo- fra den græske betydning "anden") et stof, som indirekte påvirker virkningerne af en agonist eller omvendt agonist ved et målprotein, for eksempel en receptor. Allosteriske modulatorer binder til et sted, der er forskelligt fra det for orthosteriske agonist-bindingssted (dvs aktive sæde (aktive site). Normalt inducerer de en konformationsændring inden for protein-strukturen.
En positiv allosterisk modulator (PAM) eller allosterisk forstærker inducerer en amplifikation af den orthosteriske agonists virkning enten ved at forøge bindings-affiniteten eller den funktionelle effekt af den orthosteriske agonist for målproteinet. En negativ modulator (NAM) reducerer virkningerne af den orthosteriske ligand, men er inaktiv i fravær af den orthosteriske ligand. Stoffer, der optager det allosteriske bindingssted og er funktionelt neutrale, kaldes tavse allosteriske modulatorer (SAMer). Klassiske benzodiazepiner er velkendte PAM'er.
Den modulerende aktivitet kan være førsteorden eller andenorden (eller begge). Andenordens modulatorer ændrer modulator-aktiviteten af førstordens modulatorer. Epigallocatechin-3-gallat, en plante sekundær metabolit og den mest rigelige catechin i te, er et sådant eksempel på en andenordens-modulator ved GABAA-receptorer.
Allosteriske agonister skal skelnes fra rene allosteriske modulatorer. De er defineret som ligandere, der er i stand til direkte at aktivere en receptor ved at binde til et receptorsted, der er forskelligt fra det primære (orthosteriske) sted, det allosteriske sted. De er i stand til at binde målproteinet og udøve deres virkning i fravær af en orthosterisk ligand, medens tilstedeværelsen af en orthosterisk ligand typisk kræves for at observere de indirekte virkninger af rene allosteriske modulatorer.
Ago-allosteriske modulatorer er både allosteriske agonister og allosteriske modulatorer. En ago-allosterisk modulator virker som en agonist og en forstærker for endogene agonister i stigende agoniststyrke (det dosisområde, over hvilket et respons produceres) og tilvejebringer "superagonisme". Superagonisme resultater, når effekten er større end 100 procent. Ago-allosteriske modulatorer kan være neutrale, negative eller positive. Neutrale ago-allosteriske modulatorer øger effektiviteten, men har ingen effekt på styrke. En negativ-sidet allosterisk modulator har en negativ effekt på styrken, men en positiv effekt på effekten af en agonist.  En positiv sidet-allosterisk modulator øger både effektivitet og styrke. 

## Det Endocannabinoide System
|  | Eftersyn Dette afsnit bør gennemlæses af en person med fagkendskab for at sikre den faglige korrekthed. |

I 2005 blev de første beviser for et allosterisk bindingssted ved G-protein-koblede cannabinoid CB1-receptorer tilvejebragt ved identifikation af tre indoler af firmaet Organon. Allosteriske modulatorer af cannabinoid CB1-receptorer har potentialet til at behandle CNS og perifere forstyrrelser, samtidig med undgåelse af bivirkninger forbundet med orthosterisk agonisme eller antagonisme af disse receptorer.
Pepcan-12 (RVD-Hpα) er hoved-peptiden af en familie af endogene peptid-endocannabinoider (pepcans), der påvises at virke som negative allosteriske modulatorer (NAM) af cannabinoid CB1-receptorer. Det er vist, at pepcan-12 modsat virker som en potent CB2 cannabinoid-receptor positiv allosterisk modulator (PAMer). RVD-Hpα forstærkede også signifikant virkningerne af CB2-receptor-agonister, herunder endocannabinoiden 2-arakidonoylglycerol (2-AG: C23H38O4), til GTPγS-binding og cAMP-hæmning (5-10 gange). Den formodede forløber pepcan-23 blev identificeret med pepcan-12 i hjerne, lever og nyre hos mus.   
Pepcan-12 blev forøget ved endotoxæmi (tilstedeværelsen af endotoxiner (lipopolysaccharid eller LPS) i blodet) og iskæmi-reperfusions-skade (vævsskade forårsaget, når blodtilførslen vender tilbage til væv efter en periode med iskæmi eller mangel på ilt (anoxi eller hypoxi), hvor CB2-receptorer spiller en beskyttende rolle. Den brede forekomst af denne endogene hormon-lignende CB2-receptor PAM, med uforudsete modsatte allosteriske virkninger på cannabinoid-receptorer, antyder dens potentielle rolle i perifere pato-fysiologiske processer.
Plante-cannabinoiden cannabidiol (CBD) er fundet at opføre sig som en ikke-konkurrencedygtig negativ allosterisk modulator (NAM) af CB1-receptorer (enzymhæmning, hvor CBD reducerer enzymets aktivitet og binder lige så godt til enzymet, uanset om det allerede har bundet substratet). Den allosteriske aktivitet af cannabidiol afhænger af, at polære rester er til stede i positionerne 98 og 107 i CB1-receptorens ekstracellulære (ydre del) amino-terminal (N-terminus) og derved viste reduceret effektivitet og styrke af 2-arakidonylglycerol og Δ9-tetrahydrocannabinol (THC) ved denne receptor. Allosterisk modulering i forbindelse med virkninger der ikke medieres af CB1-receptorer, kan forklare in vivo effekterne af cannabidiol.
Nye familier strukturelt baseret på urinstof og på 3-fenyltropan-analoger af kokain, udviklet til at reducere kokain-afhængighed og afhængighed, er også blevet opdaget som CB1-receptor-negative allosteriske modulatorer (NAMer).  Andre endogene allosteriske ligandere af forskellig art for CB1 er blevet yderligere identificeret. Således er den terapeutiske neuro-beskyttende påføring af lipoxin A4, en arakidonsyre metabolisk afledning, som en allosterisk forstærker (PAM) af CB1-receptor-aktivitet blevet bekræftet in vivo. 
Det er også tilfældet med steroid-hormonet pregnenolon, hvis negative allosteriske virkninger (NAM) på Δ9- tetrahydrocannabinol (Δ9 -THC) blev reproduceret in vivo i en adfærdsmæssig tetrad-model og i prøver med fødeindtag og dæmpning af hukommelse. Også den peroxisom-proliferator-aktiveret receptor gamma (PPAR-y eller PPARG) agonist fenofibrat og polypeptider har vist sig, at virke ved det endocannabinoide system via CB1-allosterisk modulering. Derfor kan allosterisk modulering udbrede nye tilgange til finjustering af signalvejene i CB1- og CB2-receptorerne.
Dertil er fundet, at cannabinoid CB1-receptoren er involveret i de anxiolytiske (antipanik; antiangst), beroligende og amnesiske (hukommelsestab) virkninger af benzodiazepiner (PAM'er) og at denne receptor, spiller en afgørende rolle i de farmakologiske virkninger af benzodiazepiner. Desuden, at blokade eller dæmpning af cannabinoid CB1-receptorer derfor kan være nyttig til behandling af patienter med problemer i forbindelse med forbruget af benzodiazepiner.
Anden forskning fremført i 2012 påviser desuden også, at både eksogene og endogene cannabinoider kan modulere glycin (C2H5NO2)-receptorer (GlyRs) allosterisk. Men lidt er kendt om det molekylære  grundlag for cannabinoid-GlyR interaktioner, hvorfor der vises, at vedvarende inkubation med endocannabinoiden anandamide (AEA: C22H37NO2) øger amplituden væsentligt af den glycin (α-aminosyre)-aktiverede strøm i både rotte dyrkede neuroner i rygmarven og i HEK-293-celler, der udtrykker human α1, rotte α2 og α3 GlyRs.
Størrelsen af AEA potensering faldt med fjernelse af enten hydroxyl-eller oxygen-grupper på AEA. Mens desoxy-AEA var signifikant mindre effektiv i potensering  af I (Gly), hæmmede desoxy-AEA potensering fremstillet af både Δ(9)-tetrahydrocannabinol (THC: C21H30O2), en betydelig psykoaktiv bestanddel af marihuana, og AEA. Tilsvarende påvirkede didesoxy-THC, en modificeret THC med fjernelse af både hydroxyl/oxygengrupper, ikke I (Gly), når de anvendes alene, men inhiberede potensering af I (Gly) induceret af AEA og THC. Disse resultater tyder på, at eksogene og endogene cannabinoider potenserer GlyRs via hydrogenbindings-lignende interaktion. En sådan specifik interaktion stammer sandsynligvis fra et fælles molekylær grundlag.